# Розентал (Хесен)
Розентал (њем. Rosenthal) град је у њемачкој савезној држави Хесен. Једно је од 22 општинска средишта округа Валдек-Франкенберг. Према процјени из 2010. у граду је живјело 2.254 становника. Посједује регионалну шифру (AGS) 6635017.

## Географски и демографски подаци
Розентал се налази у савезној држави Хесен у округу Валдек-Франкенберг. Град се налази на надморској висини од 294 метра. Површина општине износи 51,5 km². У самом граду је, према процјени из 2010. године, живјело 2.254 становника. Просјечна густина становништва износи 44 становника/km².